# Ardisia miqueliana
Ardisia miqueliana är en viveväxtart som beskrevs av Rudolph Herman Scheffer. Ardisia miqueliana ingår i släktet Ardisia och familjen viveväxter. Inga underarter finns listade i Catalogue of Life.